# Pedro Grané
Pedro Grané (São Paulo, 10 november 1897 - 1985) was een Braziliaanse voetballer.

## Biografie
Grané begon zijn carrière in 1917 bij Ypiranga en maakte in 1924 de overstap naar Corinthians, waar hij een befaamd verdedigerstrio vormde met doelman Tuffy en verdediger Del Debbio. In zijn eerste jaar bij de club won hij al het Campeonato Paulista en van 1928 tot 1930 werd de club drie keer op rij kampioen. 
In 1922 speelde hij één wedstrijd voor het nationale elftal op het Zuid-Amerikaans kampioenschap.